# Patuxent
Patuxent (Pawtuxunt, Pautuxuntes) /“at the falls or rapids in the stream,”/, pleme Algonquian Indijanaca iz okruga Calvert u današnjoj saveznoj američkoj državi Maryland od Solomon's Islanda do Hunting Creeka. Sela Patuxenta nalazila su se u ranom 17. stoljeću duž istoimene rijeke, a prvi ih susreće kapetan John Smith koji 1608. istražuje najsjevernije krajeve zaljeva Chesapeake. Glavno istoimeno selo Petuxent nalazilo se na Battle Creeku.
1639. godine kolonijalne vlasti su ih proglasile prijateljskim plemenom i stavili pod zaštitu kolonije. Godine 1651. s ostalim Indijancima smješteni su na rezervat na rijeci Wicomico. Godin 1692. gube se u populaciji Chaptico Indijanaca koji su se plemenski održali do 1707. Pripadali su plemenskom savezu Conoy.
Patuxenti nemaju identificiranih potomaka, ali su 1989. i 1998. otkriveni ostaci dvaju skeleta koji najvjerojatnije pripadaju pripadnicima ovog plemena. Ostaci otkriveni 1. ožujka 1998. u blizini mosta Thomas Johnson Bridgea (u okrugu Calvert) sastoje se od čeljusti s dva kutnjaka i nešto kostiju, a pripadali su ženskoj osobi staroj između 25 i 28 godina koja je umrla dok je pleme bilo utaboreno u potrazi za kamenicama. Prethodni ostaci jedngog pripadnika ovog plemena iz 1989. godine pronađeni su 4 milje sjeverno od Jefferson Patterson Historical Parka.